# Jiří Sosna
Jiří Sosna (* 19. Januar 1960 in Vimperk) ist ein ehemaliger tschechoslowakischer Judoka. Er gewann eine Bronzemedaille im Halbschwergewicht bei den Weltmeisterschaften 1991.

## Karriere
Der 1,78 m große Jiří Sosna kämpfte bis 1983 im Mittelgewicht, der Gewichtsklasse bis 86 Kilogramm, und wechselte dann ins Halbschwergewicht, die Gewichtsklasse bis 95 Kilogramm. Von 1981 bis 1983 war er Meister der Tschechoslowakei im Mittelgewicht, von 1984 bis 1988 und 1992 siegte er im Halbschwergewicht. 1983 und 1988 gewann er außerdem in der offenen Klasse.
Sosna war Siebter der Europameisterschaften 1982. Zwei Jahre später und eine Gewichtsklasse höher belegte er bei den Europameisterschaften 1984 den fünften Platz, nachdem er im Viertelfinale gegen den Österreicher Robert Köstenberger unterlegen war. Bei den Weltmeisterschaften 1985 in Seoul verlor Sosna im Achtelfinale des Halbschwergewichts gegen den Polen Jerzy Kolanowski. In der offenen Klasse unterlag er im Halbfinale dem Ägypter Mohamed Ali Rashwan und belegte den fünften Platz. Bei den Europameisterschaften 1986 in Belgrad unterlag er im Viertelfinale Jerzy Kolanowski. Mit zwei Siegen in der Hoffnungsrunde erreichte er den Kampf um Bronze gegen Koba Kurtanidse aus der Sowjetunion und gewann seine erste internationale Medaille. Zwei Monate später erkämpfte Sosna eine Bronzemedaille bei den Goodwill Games in Moskau. Bei den Europameisterschaften 1987 unterlag er im Viertelfinale gegen den Niederländer Hans Buiting und belegte letztlich den fünften Platz. Im Jahr darauf erreichte Sosna das Finale der Europameisterschaften 1988 in Pamplona und gewann den Titel durch einen Finalsieg über Jewgeni Petschurow. Bei den Olympischen Spielen 1988 in Seoul besiegte er in seinem Auftaktkampf den Ungarn István Varga durch Ippon nach 3:06 Minuten, im Viertelfinale siegte er gegen den Franzosen Stéphane Traineau durch Kampfrichterentscheid (Yusei-gachi). Im Halbfinale unterlag er dem späteren Olympiasieger Aurélio Miguel aus Brasilien durch eine Strafwertung (Chui) und im Kampf um Bronze verlor er gegen den Briten Dennis Stewart mit einer Koka-Wertung.
Bei den Europameisterschaften 1989 gewann Sosna im Halbfinale gegen Jens Geisler aus der DDR, das Finale verlor er gegen Koba Kurtanidse. Fünf Monate später bei den Weltmeisterschaften in Belgrad bezwang Sosna im Viertelfinale den Belgier Robert Van de Walle, verlor aber im Halbfinale gegen den Mongolen Odvogin Baljinnyam und wurde nach einer weiteren Niederlage gegen den Deutschen Marc Meiling Fünfter. Im März 1991 belegte er in Prag den siebten Platz bei den Europameisterschaften. Vier Monate später bei den Weltmeisterschaften 1991 in Barcelona unterlag Sosna im Halbfinale dem Polen Paweł Nastula, den Kampf um Bronze gewann er gegen den Brasilianer Daniel Dell’Aquila. Sein letztes großes internationales Turnier waren die Olympischen Spiele 1992 in Barcelona. In seinem zweiten Kampf unterlag er Aurélio Miguel durch eine Strafwertung (Keikoku).